# Laguna La Banana
La laguna La Banana es un lago de origen glacial andino ubicado en Argentina, en el territorio de la provincia del Chubut, en el departamento Futaleufú, Patagonia.
Se llega en vehículo por la ruta provincial 71. La ciudad más cercana es Esquel.

## Geografía
La laguna reecibe su nombre ya que pose una forma muy alargada de oeste a este, similar a la de una banana. Está cerca, pero fuera del territorio del Parque Nacional Los Alerces. Se encuentra a unos dos kilómetros al norte de la orilla norte de la laguna Terraplén y unos doce kilómetros al sureste del brazo sureste del lago Futalaufquen, en el extremo sur del Cordón Rivadavia.
Situada a 982 metros sobre el nivel del mar, la laguna es alimentada por pequeños arroyos de las colinas circundantes que  pertenecen al Cordón Rivadavia. Recibe en su extremidad occidental de las aguas de la laguna La Pera situada a 400 metros al noroeste.
Posee 960 metros de largo y 160 metros en su ancho máximo.
Su efluente sale de la laguna desde su extremo y después de algunos giros y saltos de agua llega a la laguna Terraplén. El río Desaguadero fluye de sur a norte y drena el Cordón Situación al oeste (de 2.250 m s. n. m.) y el Cordón Rivadavia al este, vertiendo las aguas en el brazo sur del Lago Futalaufquen. Por lo tanto, la laguna es parte de la cuenca del río Futaleufú, que desemboca en el Océano Pacífico a través del río Yelcho.